# 高鈺婷
高 鈺婷（こう ぎょくてい、繁体字: 高 鈺婷、台湾語: Ko Gio̍k-tîng、ウェード式: Kao Yu-ting、1985年3月28日 - ）は、中華民国（台湾）の政治家、技術者。時代力量党主席（第5代）。

## 経歴

### 生い立ち
高鈺婷は2009年に工業技術研究所にエンジニアとして入社し、2019年に立法委員として選出されたため辞任しました。高はエンジニアとしての10年間のキャリアの間に、産業技術研究所と宇宙センターが共同で開発した独立した衛星開発プロジェクトに6年間を費やし、産業技術研究所が開発した主要技術のつのホストを務めました。

### 学歴
- 台北市立大同高級工業職業学校
- 国立虎尾科技大学
- 国立台湾科技大学電子工学碩士

### 時代力量
2015年には時代力量に入党し、2019年にから立法委員選挙に出馬で出馬も当選ならず。

### 党主席
2020年8月29日、第5代主席に就任した。 代理で就任した人物を除くと、時代力量初の女性党首である。